# Bund Naturschutz in Bayern

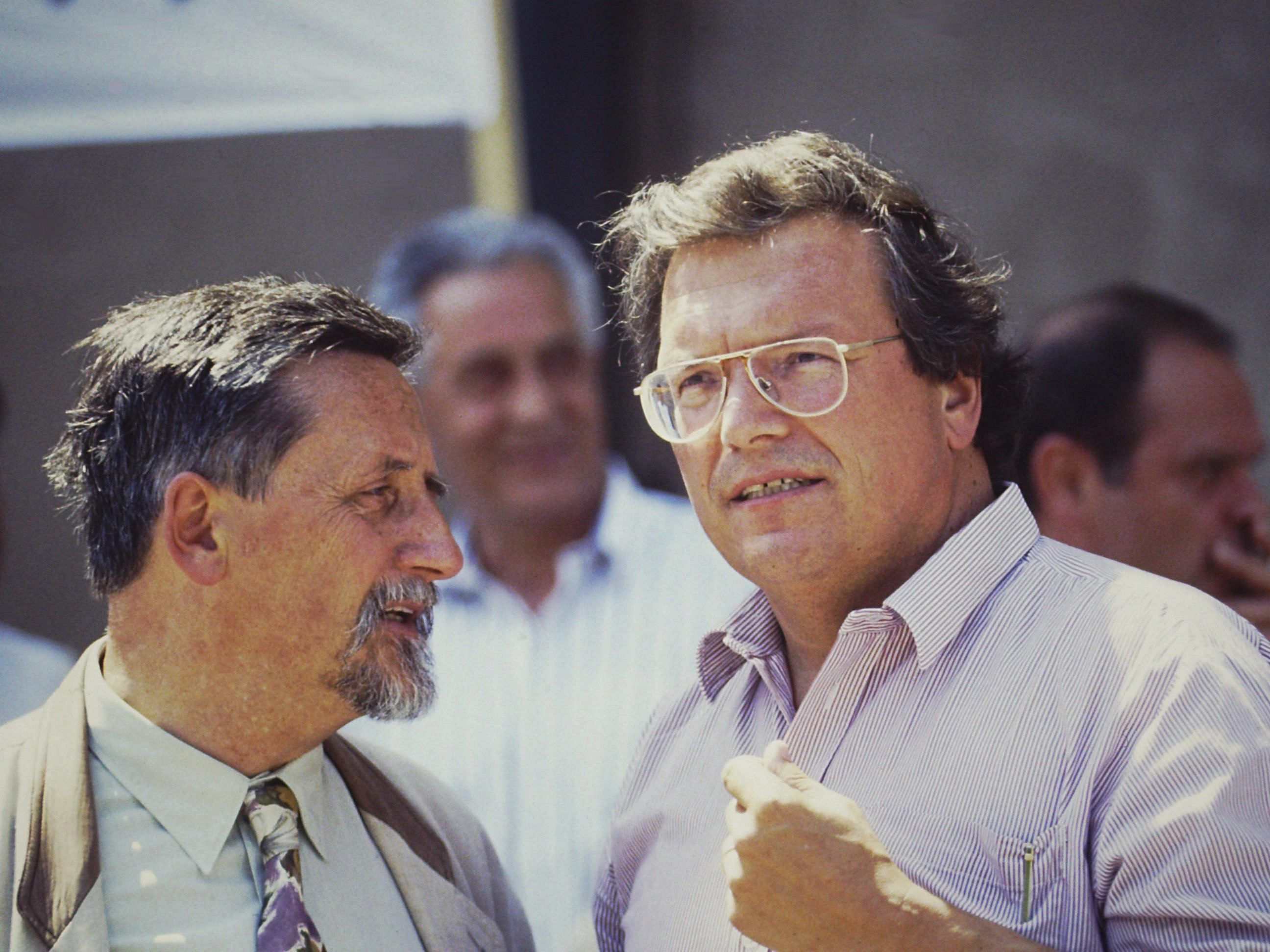
Hubert Weinzierl (links, Vorsitzender von 1969 bis 2002) und Hubert Weiger (Vorsitzender von 2002 bis 2018), 1994

Der Bund Naturschutz in Bayern e. V., offizielle Schreibweise BUND Naturschutz in Bayern e. V., oft nur kurz BN genannt, ist der größte Umweltschutzverband in Bayern und heute der bayerische Landesverband des BUND. Der Verband hat rund 260.000 Mitglieder und Förderer. Sie sind in einem Netz von 76 Kreisgruppen und 668 Ortsgruppen in Bayern organisiert. Dazu kommt eine Vielzahl von Kinder- und Jugendgruppen, die von einer eigenen Jugendorganisation, der BUNDjugend Bayern, betreut werden. Er ist eine gemäß § 3 Umwelt-Rechtsbehelfsgesetz (UmwRG) i. V. m. § 63 Abs. 2 Bundesnaturschutzgesetz (BNatSchG) anerkannte, in Bayern landesweit tätige Naturschutzvereinigung und ist bei Eingriffen in den Naturhaushalt zu hören.
Ziel des BN ist gemäß der Satzung, „die natürlichen Lebensgrundlagen von Menschen, Tieren und Pflanzen und die Biodiversität im Ganzen vor weiterer Zerstörung zu bewahren und wiederherzustellen.“ Er versteht sich als „parteipolitisch und konfessionell unabhängig.“ Finanziert wird der Bund Naturschutz durch Spenden sowie Beiträge von Mitgliedern und Förderern.
Der Bund Naturschutz wird ehrenamtlich geleitet. Seit 2018 ist Richard Mergner Vorsitzender des Bund Naturschutz.

## Geschichte
Auf Initiative des königlichen Regierungsrates Reubold trafen sich am 26. Juni 1913 Vertreter des Landesausschusses für Naturpflege, der Bayerischen Botanischen Gesellschaft, der Bayerischen Ornithologischen Gesellschaft und des Vereins für Naturkunde. Sie gründeten den Bund Naturschutz in Bayern e. V., unter dem „Protektorat Seiner Königlichen Hoheit“, Kronprinz Rupprecht von Bayern. Erster Vorsitzender war Carl Freiherr von Tubeuf.
1916/17 verhinderte der BN, dass in die Falkensteiner Wand am Königssee ein riesiger Löwe als „Kriegerdenkmal“ eingemeißelt wurde. In den 1930er Jahren begann der Verein mit dem Ankauf von Schutzgebieten. Nach dem Krieg gründete der Verein eine „biologische Station“ in Seeon und eine Lehr- und Forschungsstätte für Naturschutz in Wartaweil. In der Zeit des Nationalsozialismus formulierte der Geschäftsführer Luitpold Rueß (1905–1968) (Sohn des BN-Mitbegründers Johann Rueß, 1869–1943) 1940 als eine Verbandsaufgabe, „die Heimat und die Natur sauber und schmuck zu erhalten und zu gestalten an dem Tag, wo das Heer der deutschen Soldaten aus Blut und Krieg heimkehrt in das gerettete Vaterland“.
Der BN arbeitete in der NS-Zeit mit der Hitlerjugend und der KdF-Organisation zusammen. Von 1934 bis 1938 wurde der Verband von Theodor Künkele, einem NSDAP-Mitglied geführt. Der Münchner Verleger Hans Hohenester, von 1938 bis 1945 „Führer“ des BN und bis Anfang der 1960er Jahre Ausschussmitglied des BN, kann als Nationalsozialist erster Stunde gelten. Weitere Ausschussmitglieder des BN, die bis weit in die Nachkriegszeit aktiv waren, gehörten ebenfalls der NSDAP an, etwa Otto Kraus ab 1937, Hans Stadler (Unterfranken) und Max Dingler jeweils bereits ab 1922.
Von 1958 bis 1963 war Alwin Seifert BN-Vorsitzender. Seifert hatte sich im NS-Regime als Landschaftsarchitekt und Reichslandschaftsanwalt hervorgetan und stand für eine rechts- bis wertkonservative Ausrichtung des BN.

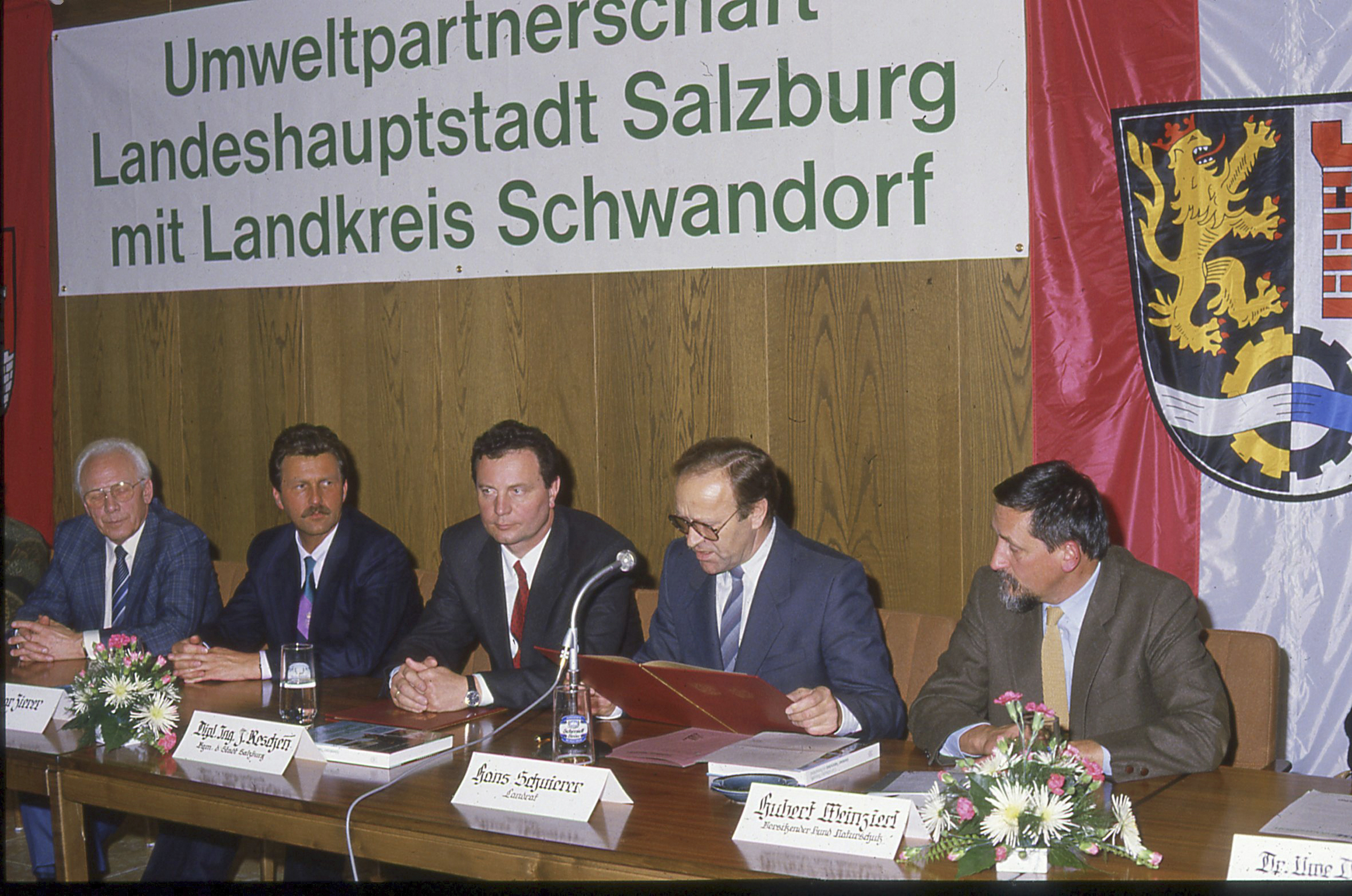
Umweltpartnerschaft gegen die WAA 1987 (rechts Hubert Weinzierl)

1966 startete der BN das Projekt Wiedereinbürgerung von Bibern in Bayern. Innerhalb des Vereins kam es aufgrund einer sehr staatsfreundlichen Verbandslinie des 1. Vorsitzenden Johann Mang, Regierungspräsident von Oberbayern, zu Spannungen und zur Gründung einer innerverbandlichen Opposition, der sogenannten Grünen Aktion. 1969 wurde Hubert Weinzierl zum 1. Vorsitzenden gewählt. Der BN näherte sich unter Weinzierl zunehmend den neuentstehenden Umweltinitiativen in anderen Bundesländern an, er wurde politisch linker und zunehmend mit kontroversen Themen in der Öffentlichkeit wahrgenommen. So engagierte sich der BN in den 1960er und 70er Jahren massiv gegen den von der CSU-Staatsregierung propagierten Bau des Rhein-Main-Donau-Kanals und später gegen den Bau der atomaren Wiederaufarbeitungsanlage Wackersdorf (u. a. Anti-Atom-Partnerschaft mit BN-Salzburg). Der BN und Weinzierl trugen aber auch maßgeblich zur 1970 erfolgten Ausweisung des ersten deutschen Nationalparks Bayerischer Wald bei. In Laufen wurde vom BN eine Bayerische Naturschutzakademie gegründet, deren Trägerschaft 1974 vom Land Bayern übernommen wurde.
Am 20. Juli 1975 wurde unter maßgeblicher Beteiligung des BN im unterfränkischen Marktheidenfeld der Bund für Umwelt und Naturschutz Deutschland gegründet. Dieser wurde zu einem der führenden Naturschutzverbände der Bundesrepublik, der BN ist heute dessen bayerischer Landesverband.
Nach dem Fall der innerdeutschen Grenze startete der BN zusammen mit dem BUND eine Initiative für ein Grünes Band, um die auf dem ehemaligen Grenzstreifen entstandenen Biotope vor der Zerstörung zu schützen und eine überregionale Biotopvernetzung zu erreichen. Seit den 1990er-Jahren ist ein Schwerpunkt des BN der Protest gegen den Donauausbau zwischen Straubing und Vilshofen. 2004 initiierte der BN erfolglos das Volksbegehren Aus Liebe zum Wald gegen die Forstreform in Bayern.

## Umweltpreise
Der Bund Naturschutz Bayern verleiht seit 1970 die Bayerische Naturschutzmedaille für besonderes Engagement im BUND und für Umwelt und Naturschutz, bisher beispielsweise an Hans Bibelriether, Peter Schütt oder Hans-Jürgen Buchner. Sie ist nicht zu verwechseln mit der Bayerischen Staatsmedaille für Verdienste um die Umwelt oder deren Vorgängerin, der Bayerischen Umweltmedaille, die durch das Bayerische Staatsministerium für Umwelt und Gesundheit vergeben werden.
Mit der Karl-Gayer-Medaille ehrt der Bund Naturschutz Bayern – in Abstimmung mit der Arbeitsgemeinschaft Naturgemäße Waldwirtschaft – seit 1977 Personen, die sich um die naturgemäße Waldwirtschaft verdient gemacht haben. Die höchste Auszeichnung des Bund Naturschutz ist der Bayerische Naturschutzpreis, der seit Anfang der 1970er Jahre verliehen wird. Preisträger sind beispielsweise Horst Stern, das Ehepaar Louise und Percy Schmeiser oder Edmund Lengfelder.

## Vorsitzende

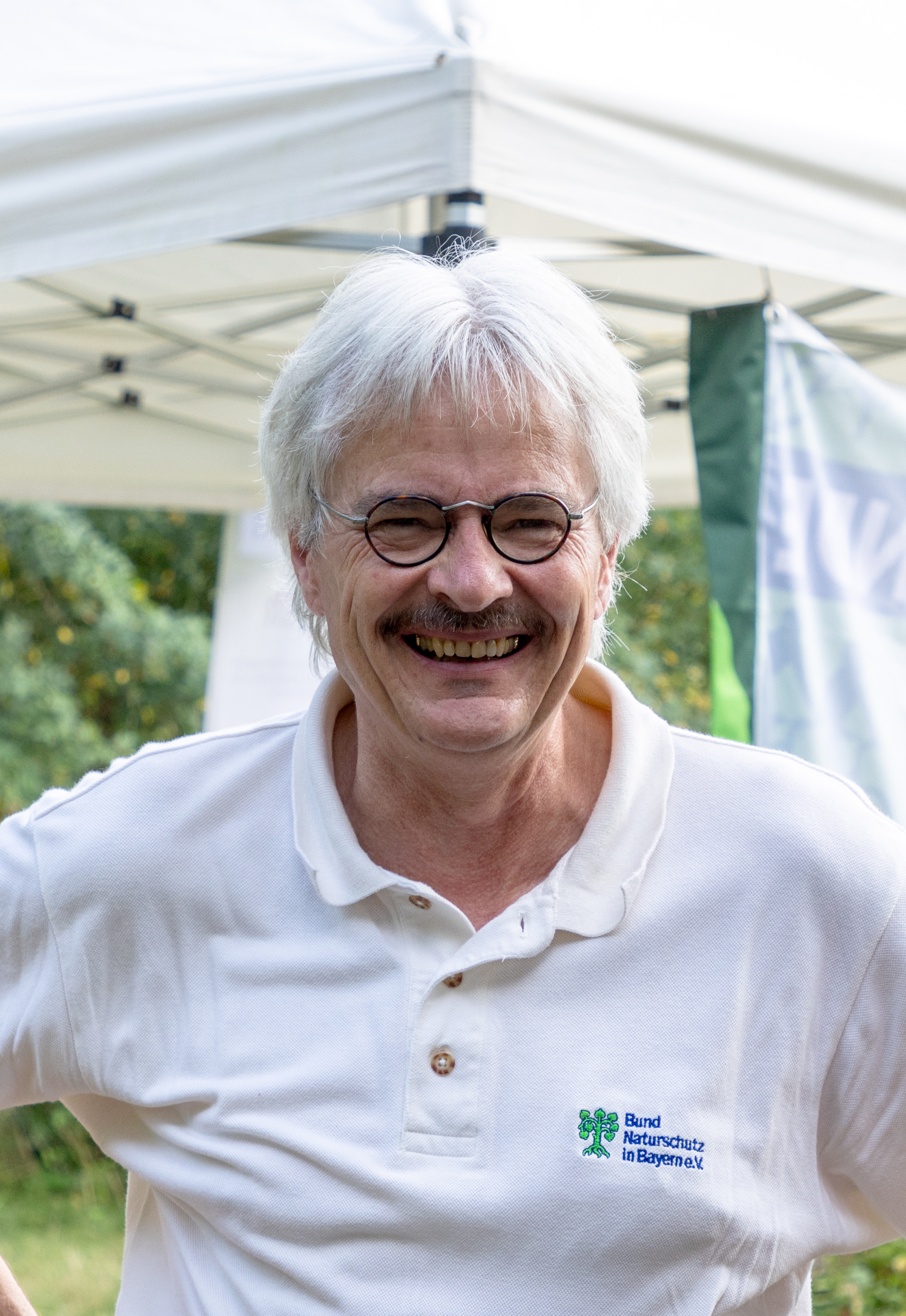
Richard Merger, Vorsitzender seit 2018 (Bild von 2024)

- Carl Freiherr von Tubeuf, Forstwissenschaftler (1913–1922)
- Eduard von Reuter, Bauingenieur (1922–1934)
- Theodor Künkele, Forstwissenschaftler (1934–1938)
- Hans Hohenester, Druckereibesitzer und Träger des Blutordens (1938–1945)
- Hans Walter Frickhinger, Biologe und Fachschriftsteller (1946–1955)
- Eduard Brenner, ehm. Staatssekretär im bayerischen Kultusministerium (1955–1958)
- Alwin Seifert, Landschaftsarchitekt (1958–1963)
- Johann Mang, ehm. Regierungspräsident von Oberbayern (1963–1969)
- Hubert Weinzierl, Forstwissenschaftler (1969–2002)
- Hubert Weiger, Forstwissenschaftler (2002–2018)
- Richard Mergner, Dipl. Geograph (2018– )